# アンギャン＝レ＝バン

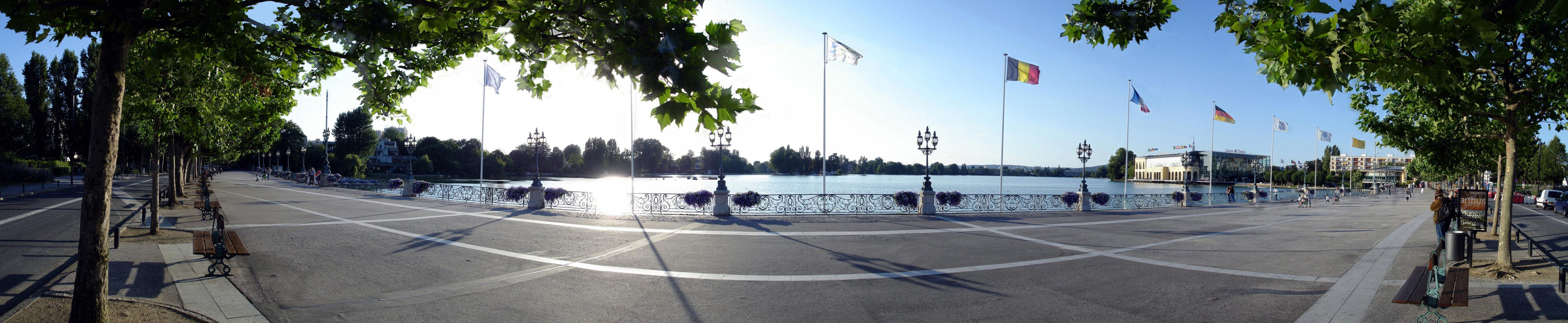
アンギャン湖と遊歩道

アンギャン＝レ＝バン （Enghien-les-Bains）は、フランス、イル＝ド＝フランス地域圏、ヴァル＝ドワーズ県のコミューン。
パリの北7マイルの位置にあるアンギャン＝レ＝バンは、アンギャン湖（fr）、カジノとともに1850年にイル＝ド＝フランスのユニークな温泉保養地として、コミューンとなった。住宅地と商業地が同時に存在するアンギャン＝レ＝バンは、パリ北部の郊外都市のうち特別な地位を占めている。

## 地理
アンギャンは、現在高度に都市化され約30万人の都市圏となっているモンモランシー谷の南の入り口に位置する。コミューン面積はわずか177ヘクタールしかなく、湖はそのうち43ヘクタールを占める。郊外住宅地が優勢で、コミューンの約49%となっている。この土地は大部分が19世紀の中産階級の所有である。商業中心地であるジェネラル・ド・ゴール通り、鉄道駅が中心部となっており、小規模から中規模の、4階または5階建ての建物が並ぶ。19世紀終わりから20世紀にかけてアンギャンの土地は発展した。1850年のコミューン誕生以来の商業・住宅地が残っている。アンギャンには工業地区や大規模集合住宅がない。

## 歴史

### 由来

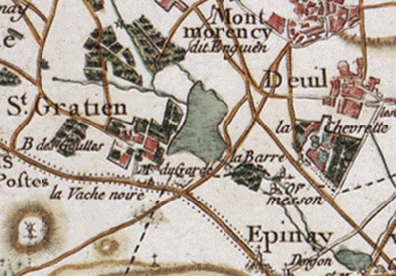
1780年代のカッシーニ地図。アンギャン湖が描かれ、右上のモンモランシーの町は(通称アンギャン)と書かれている

アンギャン＝レ＝バンは、ベルギーの自治体アンギャン（fr:Enghien）にちなんでいる。
Enghienとはedまたはoedと、野営地か牧草地を意味するInghenが組み合わされた名称である。これらの言葉が合体してEdinghenまたはEdinghemが生まれ、初めて文書に記されたのは11世紀であった。1092年にAdinghien、1147年にAnghien、1227年にAienghien、そして1264年に初めてEnghienとなった。
中世のアンギャンは、ブリュッセル近郊にある、エノー伯の小さな領地であった。サン＝ポル伯の女子相続人マリー・ド・リュクサンブールが1526年にヴァンドーム伯フランソワと再婚した際、持参金としてアンギャンはヴァンドーム伯家にもたらされた。2人の孫であるコンデ公ルイ1世は1566年に初めてアンギャン公とされた。しかしこの称号は継承されず、ルイ1世の1569年の死とともに断絶した。
1689年、コンデ公家は、断罪されたモンモランシー公の称号及び領地をアンギャン公の名でルイ14世より獲得した。実際は、最後のモンモランシー公アンリ2世（fr）が1632年に刑死した後、彼の姉シャルロット（コンデ公アンリ2世の妻）が継承しており、モンモランシーの名をアンギャンに置き換えたものである。正式にコミューンの名はモンモランシー、谷そして湖はアンギャンの名で呼ばれるようになった。元来の名であるモンモランシーの名は保存され続けたが、湖の名はこれ以降アンギャンとなった。

### 硫酸塩泉

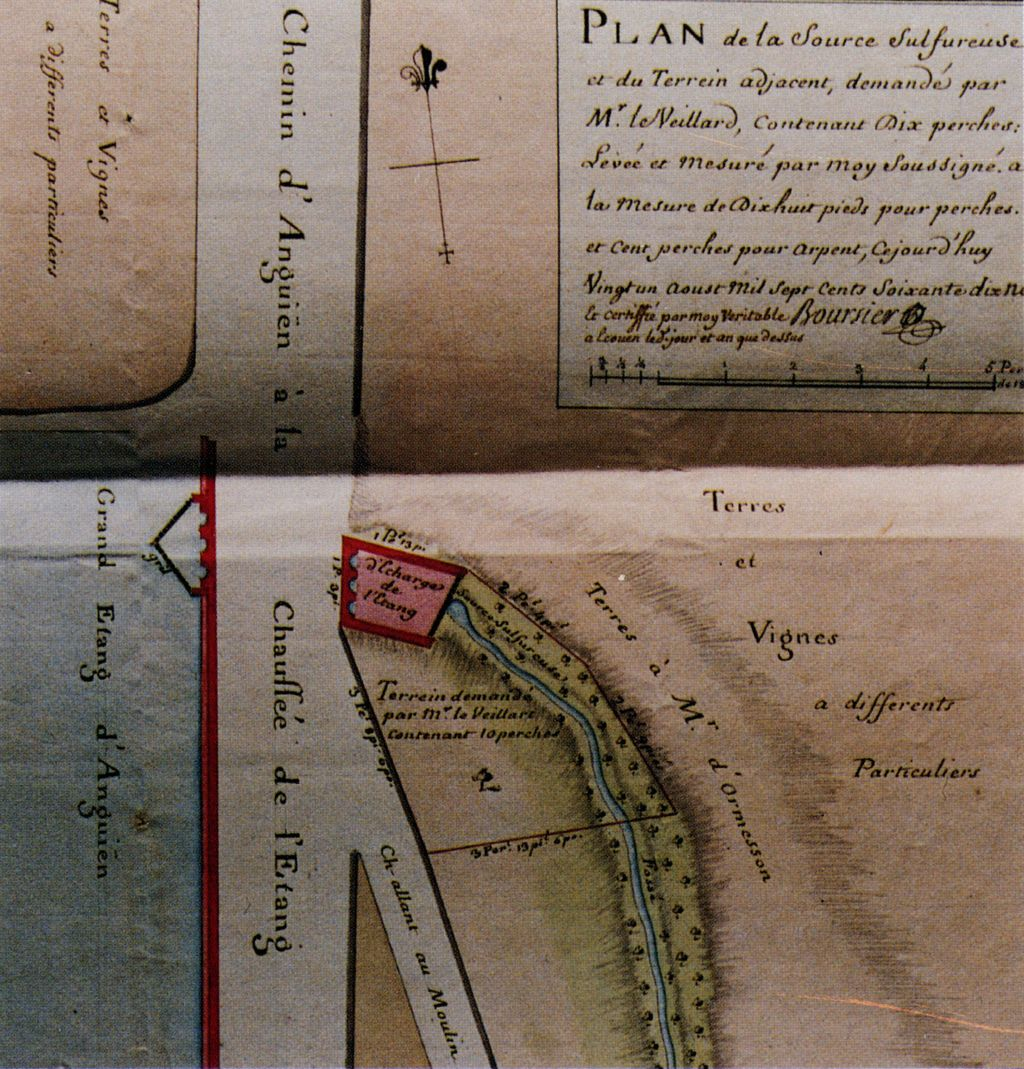
1779年に書かれた硫酸塩の水源図

18世紀まで、池は岸辺の湿地帯とともにMontmorenciまたはサン＝グラティアン湖（fr）と呼ばれていた。そしてここには人は定住していなかった。17世紀以降、池の排水溝に風車があっただけで、いくつかあった人家もオルメッソン城（現在のコミューンの域内）に依存していた。余水路のダムとなっている堤防は悪路に沿って伸びていた。この道は中世以来の町であるアルジャントゥイユとモンモランシーをつないでおり、『池への道』（chemin de l'étang）と呼ばれていた（まさに現在のジェネラル・ド・ゴール通りの位置である）。池は、新池と、現在は消滅してしまった古池が反対にあり、これらは沼地層と、不確かだが北岸に広がるおよそ50ヘクタールの底が浅い部分からなっていた。そして岸は葦で覆われていた。池は、広大なモンモランシー谷の中程の小河川が流れ込み、その斜面はセーヌ川へ向かっていた。水面の流れは、硫酸塩に満たされた、周辺の丘を構成する石灰岩と石膏の堆積層を通った地下水として流れ込んでいた。
この一帯は長い間モンモランシー家のもので、彼らはサン＝ドニ修道院と数多くの対立を繰り返してきた。モンモランシー家と修道院の領地は瓦状に重なり合っていたためである。モンモランシー家の領土は、1632年に王への反逆罪でリシュリュー枢機卿によってモンモランシー公アンリ2世（コンデ家と同盟していた）が処刑されたことで暗礁に乗り上げた。
1766年、モンモランシーのオラトリオ会士で化学に夢中だったルイ・コットは、散歩の途中で悪臭を放つ流れを発見した。これは実際は硫黄で、近くの池の余水路から漏れ出ていたのである。コットは様々な化学実験を行い、多様な金属元素の一部が沈殿しており、何羽ものカモが汚染されることなく水中で生息していることを発見した。これはアカデミー・デ・シアンスへ報告書を提出する基礎となった。水中における硫黄の性質はアカデミーの化学者ピエール・マケールによって立証された。
1766年、コンデ公ルイ6世はルイ＝ギヨーム・ル・ヴェイヤールにパッシー（当時はコミューン。現在はパリ16区の一部）の水開発を許可した。ル・ヴェイヤールはのちにパッシーの初代市長となっている。彼は4年間硫酸塩の水源を開発したが、彼は水源の開発に不可欠な厚生当局からの許可を得ていなかった。硫酸塩の開発委託が下り、この後60年間、『水流開発の貸借を必要とする要請の継続、そして1772年に建設された水源の貯水池とその美観を維持すること』と、コンデ公に40フランの賃料を支払う義務を負った。1781年、ル・ヴェイヤールは新たな基礎を作った。同じ年、馬車を持たない人々のため新車が1時間30ソル（fr）で提供された。モンモランシー谷中を走るこの馬車は12ソルであった。この事業が水源会社の利益を増やすのに貢献した。1787年5月24日付けのル・ジュルナル・ド・パリ紙は、コンデ公の秘書が、アンギャンの水の効能によっていかに10年間苛まれてきた病を癒したかを記事にした。記事によって温泉へやってくる客が増加した。当時、アンギャン集落は、製粉所の周りに小屋がわずかにあるだけであった。2つの小屋に、最初の湯治客用に粗末な風呂桶が置かれた。1800年、銀行家バンジャマン・ドレセール（fr）の姉であるマダム・ゴーティエは、アンギャンの温泉を手に入れ、フランス第一帝政後半に最初の温泉を創った。
1821年、パリの病院長ジャン・バティスト・ペリゴはアンギャン湖のほとりにやってきた。彼はパリでの職を辞し、まだ誕生して間もない温泉に自らの人生と資金を賭けたのだった。
1823年、主治医アントワーヌ・ポルタルの助言に従い、ルイ18世はアンギャンからくんだ水で太ももの潰瘍を治した。温泉の町は突如として流行の場所となった。アンギャンへの全パリ住民の声望は湯治客となって流れ込み、町はこの頃再改造された。

### コミューンの誕生

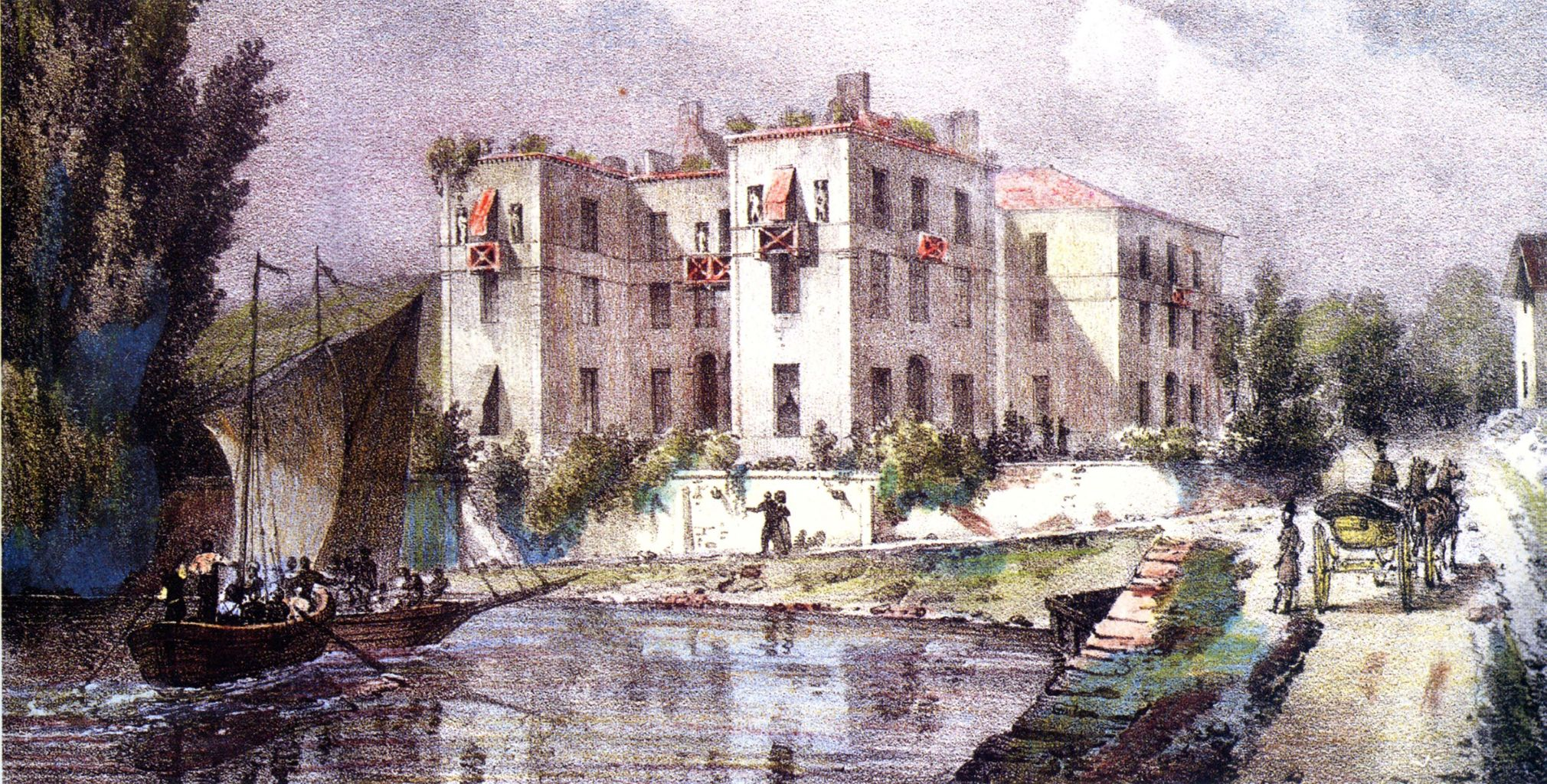
オテル・デ・カトル・パヴィヨン、1825年頃

アンギャン＝レ＝バン最初の建物は1822年に現れた。最初の大建築はオテル・デ・カトル・パヴィヨンで、リュセ伯爵が湖とその周辺の土地での権利を購入した。ブルボン家の王政復古期、裕福なパリ市民の保養地として、アンギャンの集落とアンギャン湖は徐々に発展していった。かつて湿地で占められた岸辺は整備され始めた。
1927年に初めてアンギャン＝レ＝バンを訪れたデュマ・ペールは、わずか数十年で発展したこの土地について自らの回顧録に記している。
しかしながら行政上の課題はこの地方での大きく長期化し、白熱化した議論の対象だった。事実、村落は、財政上限界があり、その管理を引き受ける能力のない、4つの農村自治体の中にあった。道路は舗装されておらず、教会も学校もなかった。1820年代から、王国政府は新しいコミューン創設を試みたが、4つの自治体の首長と自治体住民の敵意の餌食となって、計画は一時中断した。時が流れ集落の発展が続くと、この種類のいさかいだけが増加した。特に、1846年7月に鉄道駅ができてパリから約30分で来られるようになると、以前より多くの観光客がより快適でない保養地へアクセスできるようになったのである。当時の王国政府は新コミューン創設を命じた。それは1848年の2月革命のわずかに後で、第二共和政発足より前であった。コミューンは公式には1850年8月7日の法令で誕生した。新しく誕生したアンギャン＝レ＝バンは、周辺のコミューンに属する土地を再編していた。ソワシー＝スー＝モンモランシーから62.4ヘクタール、ドゥイユから27.6ヘクタール、エピネー＝シュル＝セーヌから15.2ヘクタール、サン＝グラティアン37.8ヘクタールである。モルビアン県のコミューン、エテルも同じ日の法令で誕生した。378人の定住人口を持つ最初の自治体選挙は、1850年12月29日に行われた。最初の自治体議会の定員は10人、平均年齢は43歳だった。

### アンギャンの絶頂期

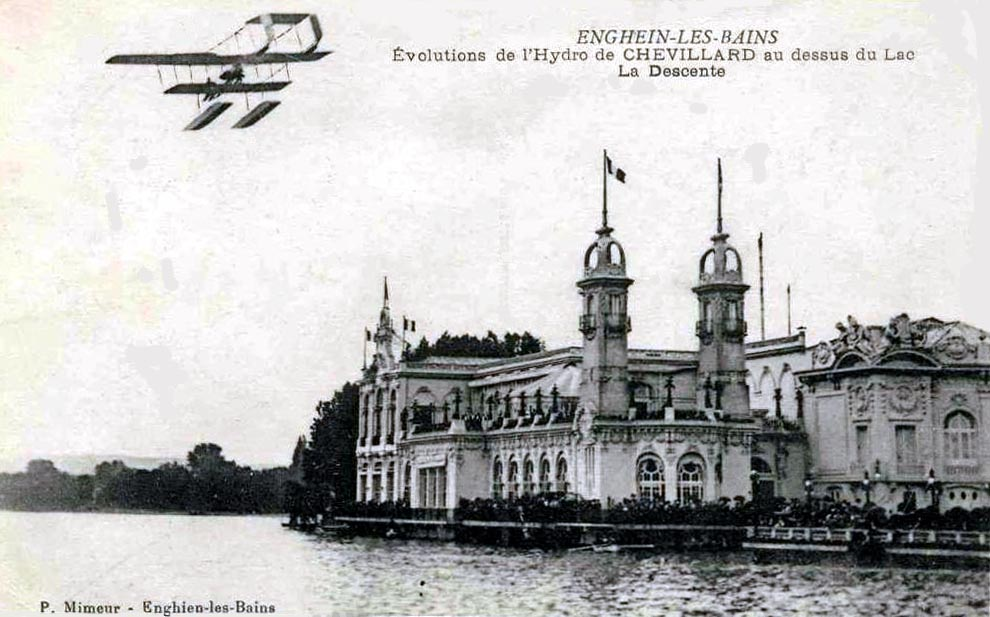
アンギャン湖上を飛ぶ飛行機、1912年

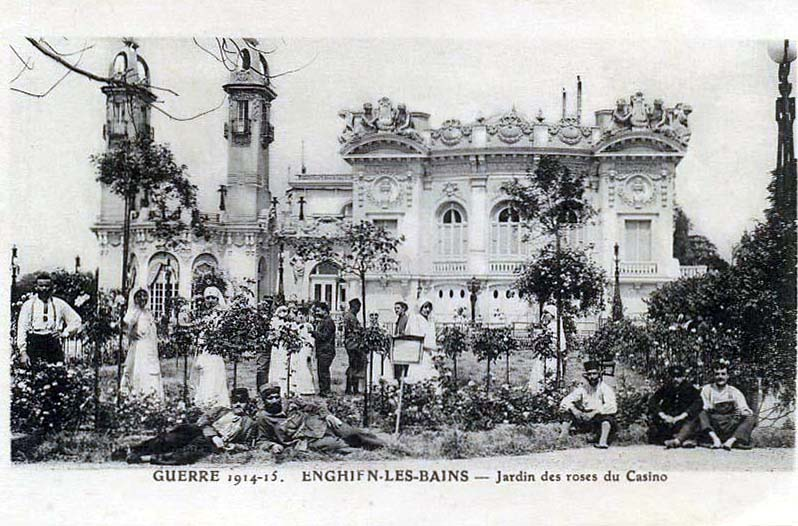
1914年から1915年にかけ、カジノ前のバラ庭園

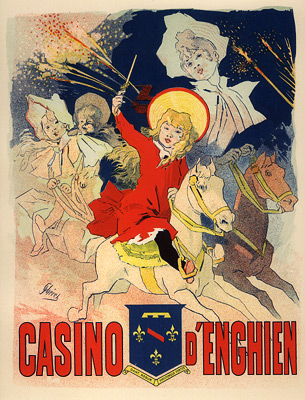
カジノ・ダンギャンのポスター

フランス第二帝政時代のアンギャン＝レ＝バンは、大半が湖畔で行われる豪奢なパーティーで有名だった。毎週日曜日にはスパの庭園で音楽会や舞踏会が、毎週水曜日は夜の舞踏会が催されていた。パリのブルジョワ階級はアンギャン＝レ＝バンの環境に惹きつけられ、当時鉄道を使えば駅へアクセスが容易だったことから主として湖のほとりに素晴らしい邸宅を建てた。政治家、企業家、芸術家が季節ごとにアンギャンの住人となった。ナポレオン3世の従妹マティルド皇女が隣のサン＝ドナティアンに居を構えたとき、まだアンギャンのスパの熱狂は続いていた。
1864年1月20日の法令で、アンギャンはオルメッソン集落の41ヘクタールの土地を獲得した。この拡張が現在のところ最後となっている。1865年7月18日の法令で、アンギャン湖の水は公共のものであると認識された。普仏戦争では一帯はプロイセン軍支配下に入った。1875年、フィガロ紙創業者兼オーナーのイポリート・ド・ヴィルムッサン（fr）が町の水会社の株主となり、1877年に公正に賭博場の権力者の地位に上り詰めた。しかし小さな馬が小さな賭けで受け入れられたに過ぎなかった。競馬場は1879年6月に始められた。1891年には冬の劇場が建設され、観光シーズンは一年中に延長された。1886年当時、アンギャンの5エーカーのブドウ畑で、255ヘクトリットルのワインが作られていた。
1901年、大型船舶の形をした新しいカジノが完成した。1907年の法令で当局はスパやリゾート内、さらに広い新しい、現在もまだ目にできる建物での賭博を認めた。これがアンギャン初のカジノとなった。当時、カジノは客に帰りのパリまでの一等車両乗車券を提供していた。この訪問で彼らの顧客たちは破産しただろう。
1904年7月、長さ263mにおよぶ金属製ガードレールが、崩壊の危機に瀕していた湖前の木製の門と取り替えられた。1911年、この障壁は一転して現在の9m幅の、湖の上に張り出した錬鉄製手すりを備えた遊歩道に変えられた。
アンギャン＝レ＝バンの成功は、このような名声と経済的影響から利益を得たいという他のコミューンの願望の原点となった。かくして、1878年からパリ東部のリヴリー＝ガルガンは、現在のセヴィニエ湖の水源を開発してアンギャンと競い合うようになった。当時のリヴリー市長は、セヴィニエ＝レ＝ゾー（Sévigné-les-eaux）と名づけた温泉保養地を建設したが、望んだほどの成功は得られなかった。1912年、リヴリー＝ガルガン議会は、鉱泉保養地としての自治体の認知を求めた。しかし1912年11月、国立薬学アカデミーと厚生省はこれを拒否し、申し出は国務院にも政府にも退けられた。
1912年、新たな技術が町の催しの新たな道を見つけた。映画上映が運営され、ラ・ヴィル・ダンギャン（La Ville d'Enghien）と書かれた風船が上げられた。湖では多くの祝祭やコンクールが設定された。ボートのレガッタや、花のコンクールが定期的に開かれた。不運なことに、1914年の第一次世界大戦勃発が、ベル・エポック時代を突然終わらせた。
カジノは閉鎖され、コミューンの庁舎は軍事病院となった。唯一、毎週日曜日にキオスクでのコンサート演奏が許され、その他の行事は全て禁止された。

### 戦間期

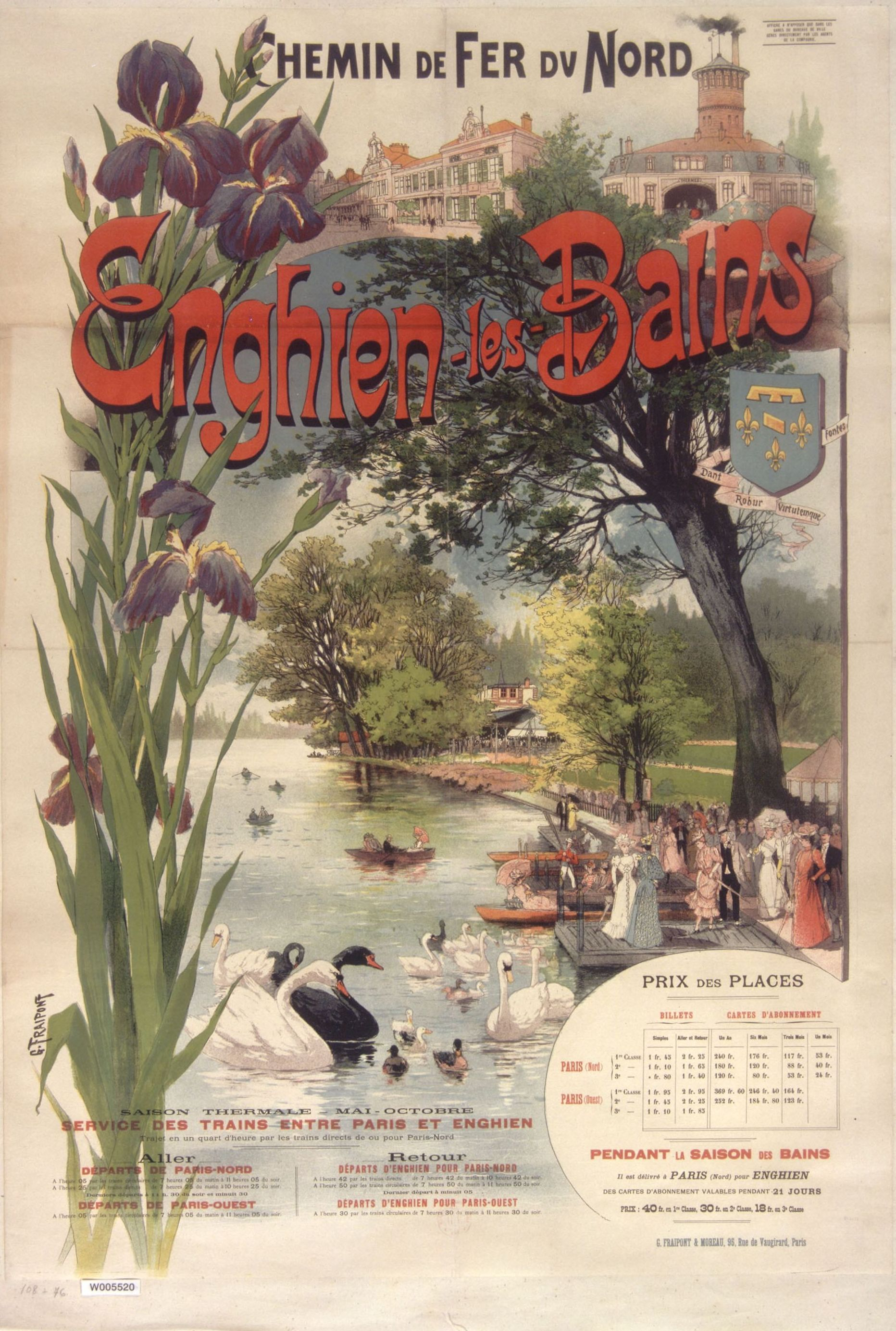
北部鉄道によるアンギャン＝レ＝バンのポスター

大戦後、催しはゆっくりと再開されたが、時は困難な時代だった。1920年の財政法では、パリから半径100km以内での賭博を禁止した。これがコミューンの財源を大幅に減らした。アンギャン市長パトノワル＝デトワイエが数え切れないほど奔走し、1931年にその結果が出た。当時の内務大臣ピエール・ラヴァルが、条件付で市当局に賭博再開を許可したのである。再開された催しは幸運にも1939年まで続いた。1935年、ルブラン大統領が新しいスパの落成式に出席した。
戦間期は、人口が堅調に増加し続けた時代だった。一方で用地の不足のために産業活動は下火なままだった。唯一生き残った産業は、1974年のSAベネディクティーヌによる買収でフェカンに移されるまでコミューン内にあった、ガルニエ蒸留所であった。
観光事務所は1925年6月に設置された。1927年、初の屋内市場が落成した。同年、教会が増加した人口に合わせるには手狭となった。1930年代初め、アンギャン＝レ＝バン駅は年間約3万人の乗客が乗降するようになり、フランス北部鉄道会社内の駅ではパリ北駅、リール＝フランドル駅に次いで第3位となった。
1939年9月2日に第二次世界大戦が勃発すると、カジノは再び閉鎖された。1940年6月にフランスを占領したドイツ軍は占領時代に強烈な存在感を示した。

### 戦後

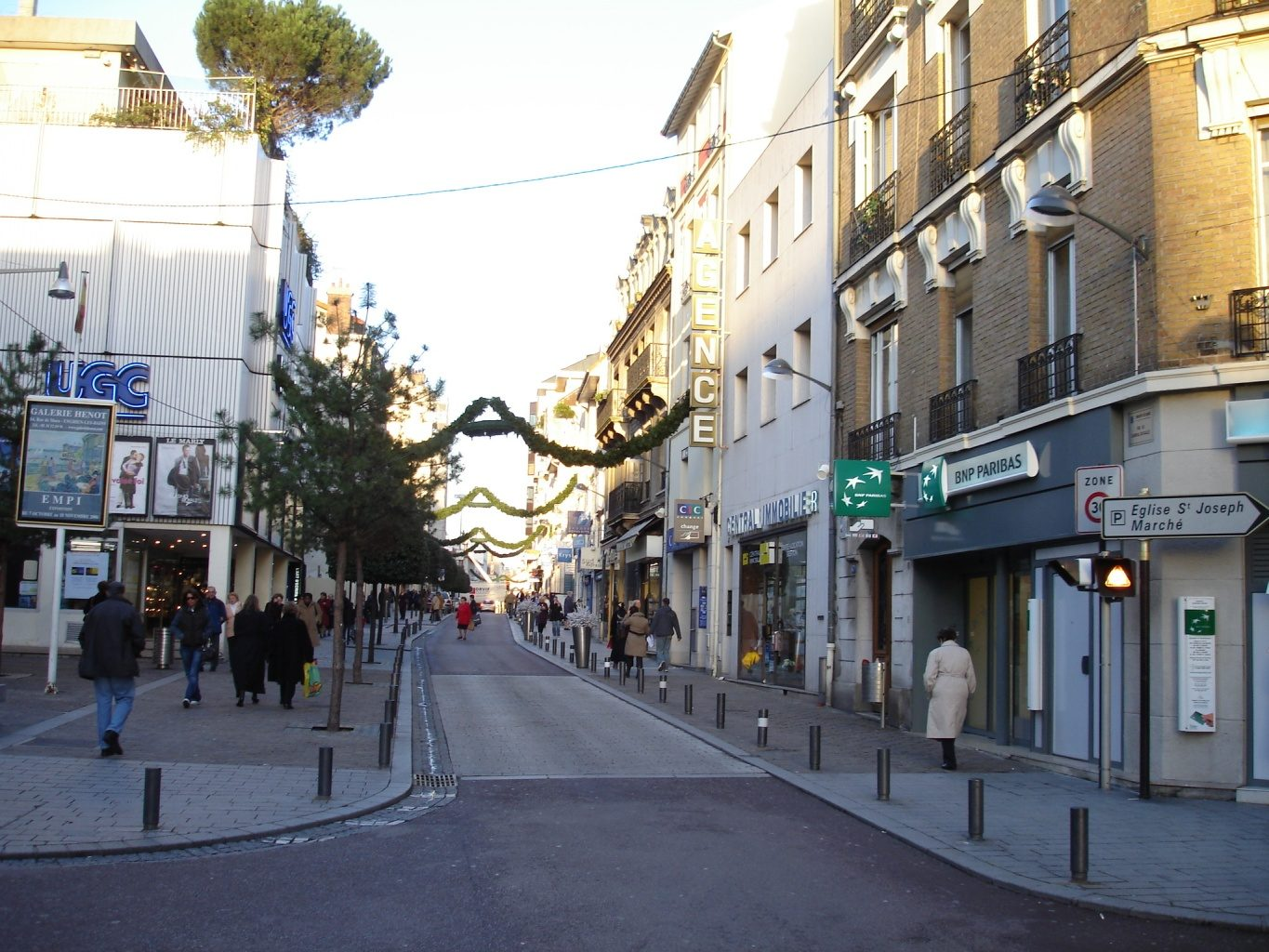
ジェネラル・ド・ゴール通り

1946年にカジノが再開されたが、温泉シーズンには決められなかった。4月1日と12月31日にだけ、卓上の賭博としてバカラと、どんな人も賭博の親となることが許された。1949年、かつてのオテル・ド・バンは、現在のグラン・オテル・ド・バンに場所を譲った。客室が60あるこのホテルは四ツ星とされ、俳優ピエール・フルネ、俳優イヴォンヌ・プランタンといった当時のセレブレティーをもてなした。1955年夏にはユトリロが滞在した。かつてのヴィルムッサンの資産であったル・クルサール（Le Kursaal）は長く放置されてきたが1953年に取り壊された。そしてサンテュール大通りは幹線道路であるコット大通りに合わせられ、バラ園まで延長された。
町は次第に、暦どおり行われる催しが生き返り始めた。しかし戦後は習慣の変化が起きていた。鉄道の向上と、自家用車の一般化で海水浴場へアクセスが容易になったのである。1954年、初めて投票券がアンギャン＝ソワシー競馬場に導入された。催しも進化した。カジノでの演芸興行、会議、国際的に著名なチェス大会、さらに最近はノエルのマルシェ（市）、夏らしいウェイクボードの大会が、かつてのアンギャンの栄光を取り戻そうとしている。
1964年、アンギャン＝レ＝バンは新設された小郡の郡庁所在地となった。
1960年代、自動車の発達が町中心部の、特に幅の狭い通りで渋滞を引き起こすようになった。駐車場用地と地下駐車場の増加、そして新たな交通計画はこの現象を押しとどめるのに十分ではなかった。ジャン・モラッキーニ率いるコミューン当局は、『住宅地の性質を害することなく、スパの町としてショッピング、余暇の役割を発展させ、現代生活の必要条件に適応させる』という抱負を持つ都市計画を採用した。その反面、これはコミューンの思い上がりとも見られた。老朽化した住宅、1914年以前につくられた公園が全体の半数を占め、建設用地が不足し、交通や駐車場の問題、施設の不足という問題が山積していた。
1989年以降、フィリップ・シュール指揮の下でコミューンはいくつかの事業に着手した。マルヴィル通りを拡張し中心部の重要な交通の待機地点を緩和し、それと並行してコミューンの2本のショッピング街の大通りの歩道を拡張し車道を狭めた。その間にバラ園には地下駐車場が再設計された。

### 21世紀

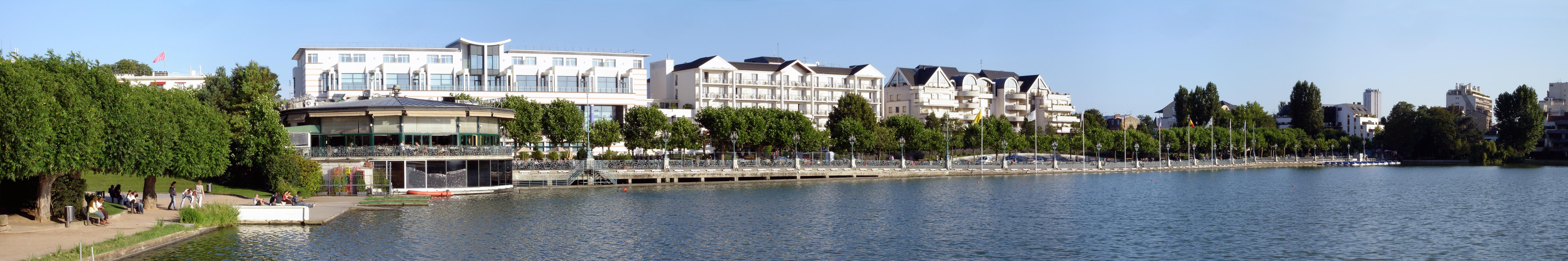
湖から見たカジノのテラス

現在のアンギャン＝レ＝バンのカジノは、パリに近いカジノのうち唯一距離が100km未満である。またカジノ収入でもフランス国内1位である（2006年に135万ユーロ）。
アンギャン＝レ＝バンの歴史は、周辺コミューンの地名や中心部の位置がローマ時代までさかのぼれるの比較すると、むしろ浅い。今日、カジノ、温泉施設、アンギャン湖、アンギャン＝ソワシー競馬場は、コミューン経済や市民の生活において非常に重要である。2003年10月2日から、コミューン当局は『都市景観および建築物保存区域』（fr、略称ZPPAUP）をつくる手続きを始めた。2007年10月9日より自治体法令が施行され、19世紀に建てられた素晴らしい建築物の豊富にある地区を保護するZPPAUP区域が広がった。カジノや2005年の公立劇場の刷新、2006年10月の新しいスパのグレードアップはコミューンの観光や経済の潜在性を売り込むことになり、住宅地としてのアンギャン＝レ＝バンの土地価格はヴァル＝ドワーズ県内のコミューンで最も高い。

## 交通
- 鉄道現在、アンギャン＝レ＝バンには、パリ北駅からのトランジリアンH線が通っている。アンギャン＝レ＝バン駅の一日の乗降客数は、2002年で7500人から15,000人の間であった。コミューン南部のラ・バール＝オルムッソン駅は、近接するドゥイユ＝ラ＝バールにある。
- 道路 - A15

## 文化におけるアンギャン＝レ＝バン
- 『水晶の栓』、モーリス・ルブラン作。
- 映画『アメリ』、ジャン＝ピエール・ジュネ監督 - アメリの実家。

## 姉妹都市
- アンギャン、ベルギー
- バート・デュルハイム、ドイツ

## 出身者
- ミスタンゲット - 歌手、女優
- オーレリアン・コリン - サッカー選手
- ボリス・デリチェブール - レーシングドライバー
- ドゥニ・メノーシェ - 俳優
- ピエール・ロバン - 柔道家

## ギャラリー

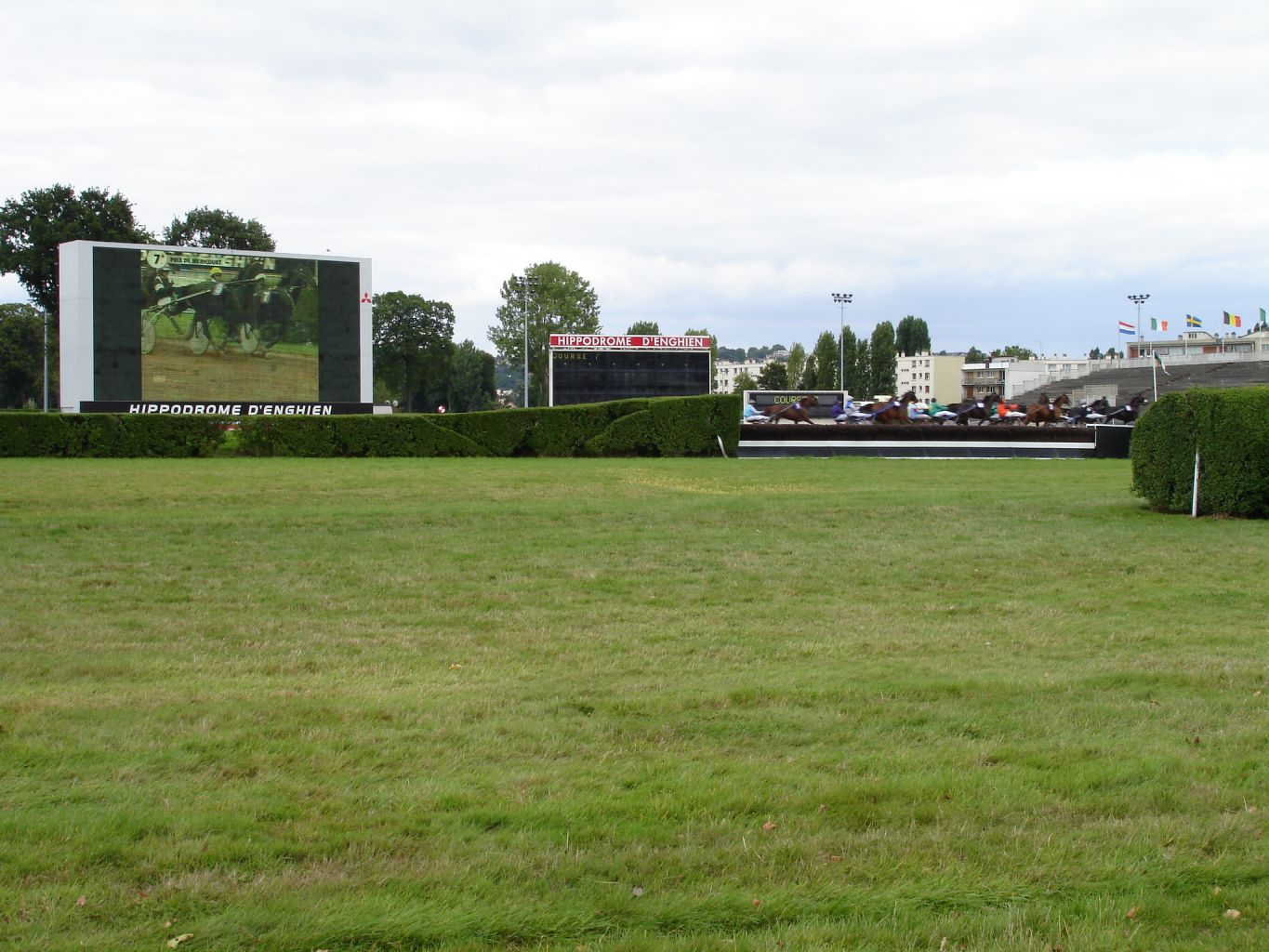
アンギャン＝ソワジー競馬場
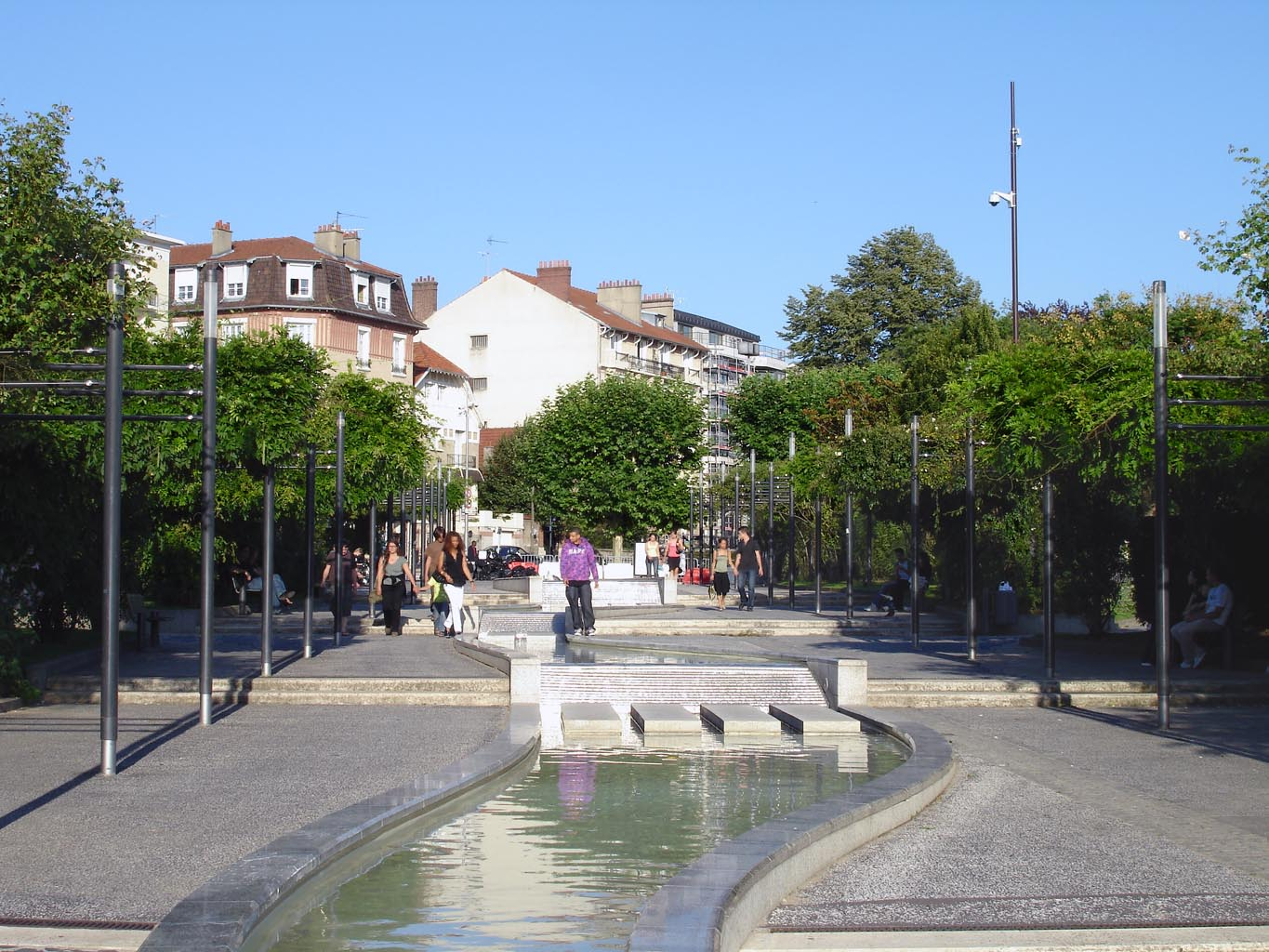
バラ園
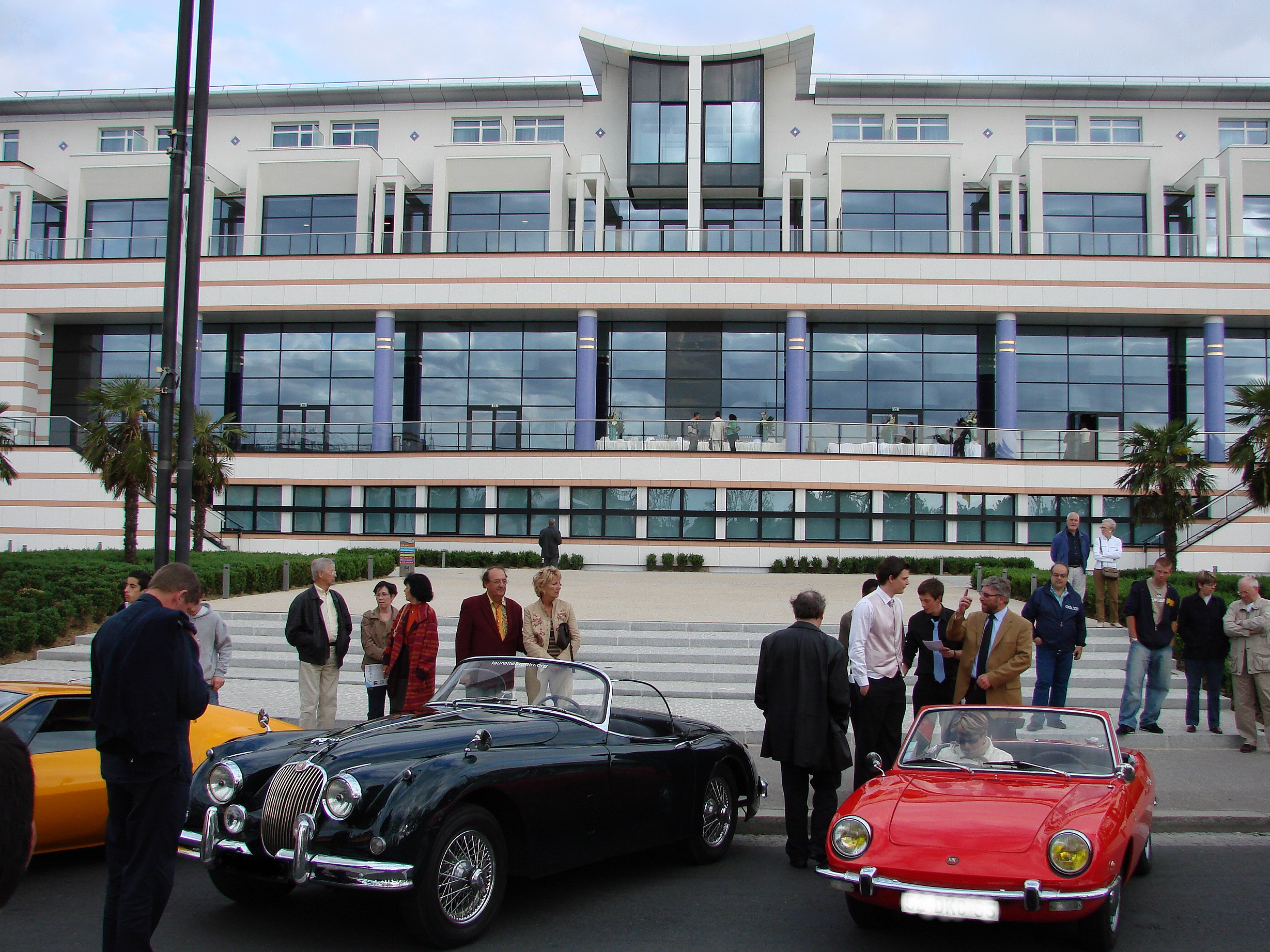
スパの前で行われているクラシック・カー展示